# دفتر تبلیغات اسلامی حوزه علمیه قم
دفتر تبلیغات اسلامی حوزه علمیه قم  که پیش از انقلاب دارالتبلیغ اسلامی نام داشت، یک نهاد علمی، فرهنگی و پژوهشی در حوزه علمیه قم است.

## تاسیس و پیشینه
این نهاد که ابتدا با نام «دایره تبلیغات امام» و سپس «دفتر تبلیغات امام» شروع به کار کرد و سرانجام به «دفتر تبلیغات اسلامی حوزه علمیه قم» تغییر نام داد.

## مکان
دفتر تبلیغات حوزه علمیه قم دارای چند ساختمان است. اما ساختمان اصلی و مرکزی آن در چهارراه شهدای قم قرار دارد. مکان قبلی این سازمان در سال ۱۳۶۱ انتخاب شده که قبلاً متعلق به دارالتبلیغ اسلامی بوده‌است.

## مدیریت
در حال حاضر احمد واعظی ریاست این دفتر را بر عهده دارد.

## ساختار
دفتر تبلیغات اسلامی ساختار هیئت امنایی دارد و رئیس و اعضای آن توسط رهبر جمهوری اسلامی انتخاب می‌شوند.

### معاونت‌ها
این مرکز فرهنگی دارای چندین معاونت است. از جمله «آموزش»، «فرهنگی تبلیغی»، «پژوهشی» و «فضای مجازی، هنر و رسانه».

### بازوی آموزشی
دفتر تبلیغات اسلامی دانشگاه باقرالعلوم قم را به عنوان بازوی آموزشی خود دارد که در پردیسان قم قرار دارد. همچنین چندین مؤسسه آموزش عالی حوزوی زیر نظر این دفتر فعالیت دارند که از جمله آن‌ها می‌توان مؤسسه آموزش عالی حوزوی امام رضا (ع)، مؤسسه آموزش عالی حوزوی آخوند خراسانی، مؤسسه آموزش عالی حوزوی علامه مجلسی و … اشاره کرد.
مرکز ملی پاسخگویی به سوالات دینی نیز زیر مجموعه این نهاد محسوب می‌شود.

### بازوی پژوهشی
بازوی پژوهشی دفتر تبلیغات، پژوهشگاه علوم و فرهنگ اسلامی. است که رئیس آن نجف لک‌زایی است. این پژوهشگاه از ابتدای سال ۱۳۹۹ از جنب دفتر تبلیغات چهار راه شهدای قم به شهرک پردیسان قم منتقل شد و برگزیده جشنواره فارابی است.

## شعب
دفتر تبلیغات دارای چندین شعبه و نمایندگی در چند شهر ایران است از جمله نمایندگی تهران، شعبه خراسان رضوی، شعبه اصفهان، شعبه جنوب شرق کشور و نمایندگی خوزستان.
تفاوت نمایندگی‌های این دفتر با شعب آن در حجم فعالیت‌ها و اختیارات و همچنین منابع انسانی و … است.

## بودجه
این دفتر از دولت ایران بودجه دریافت می‌کند. بودجه آن در سال ۱۳۹۳، ۷۵۳٬۸۸۳ میلیون ریال و در سال ۱۳۹۴، ۹۰۵٬۲۸۳ میلیون ریال بوده‌است.

## نشریات
دفتر تبلیغات اسلامی با داشتن مرکز چاپ و نشری با عنوان بوستان کتاب تاکنون چندین هزار جلد کتاب را منتشر کرده‌است.
شعب دفتر تبلیغات و نیز دانشگاه و پژوهشگاه و گروه‌های این دفتر نشریات متعددی را منتشر می‌کنند. از جمله:
1. Journal of Islamic Political Studies
2. اسلام و مطالعات اجتماعی
3. افق تبلیغ
4. الفکر السیاسی الاسلامیه
5. آینه پژوهش
6. پاسدار اسلام

۷. پیام زن
1. پژوهش‌های عقلی نوین
2. پژوهش‌های قرآنی

۱۰. پوپک
1. تاملات نظری تاریخ و تمدن
2. جامعه مهدوی
3. جستار (فصلنامه تخصصی)
4. جستارهای فقهی و اصولی
5. حوزه

۱۶. دوفصلنامه علمی پژوهشی مطالعات فرهنگی اجتماعی حوزه
۱۷. سیره پژوهی اهل بیت (علیهم السلام) رویکرد تمدنی
۱۸. سلام بچه ها
۱۹. سنجاقک
1. فصلنامه تخصصی اسلام پژوهان
2. فصلنامه علمی پژوهشی آیین حکمت
3. فصلنامه علمی پژوهشی تاریخ اسلام
4. فصلنامه علمی تخصصی فرهنگ پژوهش
5. فصلنامه علمی ـ ترویجی اخلاق
6. فصلنامه مطالعات ادبی متون اسلامی
7. فقه

۲۸. فقه و سیاست
1. فلسفه حقوق
2. مجله ره توشه
3. مدیریت دانش اسلامی
4. مطالعات علوم قرآن

۳۳. نقد و نظر

## درگاه اطلاع‌رسانی
درگاه اطلاع‌رسانی دفتر تبلیغات اسلامی حوزه علمیه قم پایگاه خبری تبلیغ نیوز است که روزانه اخبار فعالیت‌ها و رویدادهای این نهاد را منعکس می‌کند و از جمله پایگاه‌های خبری موفق در میان مجموعه‌ها و نهادهای فرهنگی و حوزوی کشور است.